# Olivese
Olivese (korziško Livesi) je naselje in občina v francoskem departmaju Corse-du-Sud regije - otoka Korzika. Leta 2007 je naselje imelo 266 prebivalcev.

## Geografija
Kraj leži v jugozahodnem delu otoka Korzike 50 km severno od Sartène.

## Uprava
Občina Olivese skupaj s sosednjimi občinami Argiusta-Moriccio, Casalabriva, Moca-Croce, Petreto-Bicchisano in Sollacaro sestavlja kanton Petreto-Bicchisano s sedežem v istoimenskem kraju. Kanton je sestavni del okrožja Sartène.
1. ↑  »Populations légales 2016«. Nacionalni inštitut za statistične in gospodarske raziskave. Pridobljeno 25. aprila 2019.